# سری (کومونه)
سری (به ایتالیایی: Serri) یک کومونه در ایتالیا است که در استان کالیاری واقع شده‌است. سری ۱۹٫۱ کیلومتر مربع مساحت و ۷۲۵ نفر جمعیت دارد.